# Alice Degeer-Adère
Alice-Marie (Alice) Degeer-Adère (Montegnée, 4 mei 1902 - Luik, 15 november 1977) was een Belgisch politica voor de PCB.

## Levensloop
Alice Adère groeide op in een arbeidersgezin met acht kinderen. Haar vader werkte in de metaalindustrie en vanaf haar veertiende werkte zij als arbeidster in de hoogovens 
van Ougrée-Marihaye. In 1921 nam ze er deel aan een staking die zeven maanden duurde, waarna Adère er aan de deur werd gezet. Een jaar later huwde ze met Joseph Degeer, een mijnwerker die militeerde voor de communistische PCB. Degeer-Adère werkte nog een tijd als sigarenmaakster, maar werd uiteindelijk huisvrouw. Met haar echtgenoot vestigde ze zich in Seraing, waar ze zich engageerde in communistische verenigingen als Front Rouge en vrouwenverenigingen als de antimilitaristische Ligue des femmes contre la guerre et la misère. In 1931 trad Degeer-Adère formeel toe tot de PCB.
In september 1931 werd ze door het Politiek Bureau van de PCB voorgedragen voor een opleiding aan de Internationale Leninschool te Moskou. Ze werd toegelaten en studeerde er onder het pseudoniem Alice Berteau. Na haar terugkeer naar België werd ze, tijdens de stakingsgolf in de zomer van 1932, secretaris van het regionale PCB-comité in Seraing. Ze werd zeer actief op het gebied van sociale agitatie, hetgeen haar meerdere arrestaties en veroordelingen opleverde, en engageerde zich tevens in verschillende organisaties die opkwamen voor vrouwenrechten. In 1935 werd ze toegelaten tot het Centraal Comité van de Kommunistische Partij van België. 
In mei 1936 werd ze verkozen tot volksvertegenwoordiger voor het arrondissement Luik, wat ze bleef tot in februari 1946. Ze was daarmee een van de eerste vrouwelijke volksvertegenwoordigers van het land, in een periode dat vrouwen nog geen nationaal stemrecht hadden. In de Kamer zette ze zich voornamelijk in voor vrouwenrechten en viel ze op door haar vurigheid, wat haar meermaals in conflict zou brengen met de partijleiding van de PCB. Na een conflict met Julien Lahaut over haar politieke toekomst in Seraing verhuisde ze naar buurgemeente Ougrée, waar ze bij de gemeenteraadsverkiezingen van oktober 1938 op een gezamenlijke lijst met de socialisten verkozen werd in de gemeenteraad. Begin 1939 werd ze er schepen van Burgerlijke Stand. Degeer-Adère vervulde beide functies tot eind 1952.
Na het sluiten van het Molotov-Ribbentroppact tussen Nazi-Duitsland en de Sovjet-Unie werden de communisten beschouwd als staatsvijanden. Toen de Duitsers in mei 1940  België binnenvielen, werden verschillende Vlaams-nationalisten, Rexisten en communisten door de Belgische autoriteiten opgepakt en naar Frankrijk gedeporteerd. Zo ook Alice Degeer-Adère, die naar Gurs werd gedeporteerd. In juli 1940 kwam ze na een interventie van de communistische advocaat Jean Fonteyne opnieuw vrij en keerde ze terug naar Ougrée, waar ze zich inzette voor de ravitaillering en de bevrijding van politieke gevangenen. Na de Duitse inval in de Sovjet-Unie in juni 1941 trad ze in de clandestiniteit en nam ze leidinggevende functies op in meerdere lokale afdelingen van de PCB. Daarnaast was ze een actieve militant van het Onafhankelijkheidsfront. Na de Bevrijding was ze nog maar een van de weinige vooroorlogse communistische parlementsleden die uit de handen van de bezetter was gebleven en nam ze de leiding van de communistische Kamerfractie op zich, tot leidinggevende figuren als Julien Lahaut en Henri Glineur in het voorjaar van 1945 terugkeerden uit de concentratiekampen. In 1945-1946 bond ze samen met advocaat Jean Fonteyne in de rechtbank de strijd aan met de Luikse burgemeester Joseph Bologne, die tijdens de oorlog lijsten van communistische militanten aan de bezetter had bezorgd en uiteindelijk ontslag van rechtsvervolging kreeg.
In februari 1946 voerde Degeer-Adère de communistische Senaatslijst aan in het arrondissement Bergen-Zinnik. Ze werd verkozen tot rechtstreeks gekozen senator en oefende deze functie uit tot in 1949. In 1948 kwam ze zodanig in conflict met de leiding van de PCB dat ze in oktober dat jaar uit de partij werd gezet, waarbij haar verweten werd dat ze een gebrek aan activiteiten aan de dag legde in de Senaat en het arrondissement waarin ze was gekozen en dat ze de partijtucht had geschonden. In 1965 werd ze gerehabiliteerd en terug opgenomen in de partij, maar op dat moment oefende ze al dertien jaar geen politieke mandaten meer uit. 